# 鹿鳴館
鹿鳴館（ろくめいかん、旧字体：鹿鳴館󠄁）は、1883年（明治16年）に日本の外務卿・井上馨による欧化政策の一環として建設された西洋館である。
国賓や外国の外交官を接待するため、外国との社交場として使用された。鹿鳴館を中心にした外交政策を「鹿鳴館外交」、欧化主義が広まった明治10年代後半を「鹿鳴館時代」と呼ぶ。欧米諸国との間の不平等条約を改正する目的があったが、1887年（明治20年）に条約改正の失敗で井上が辞職したことで、1890年（明治23年）からは華族会館として使用されるようになった。1941年（昭和16年）に取り壊された。

## 経緯

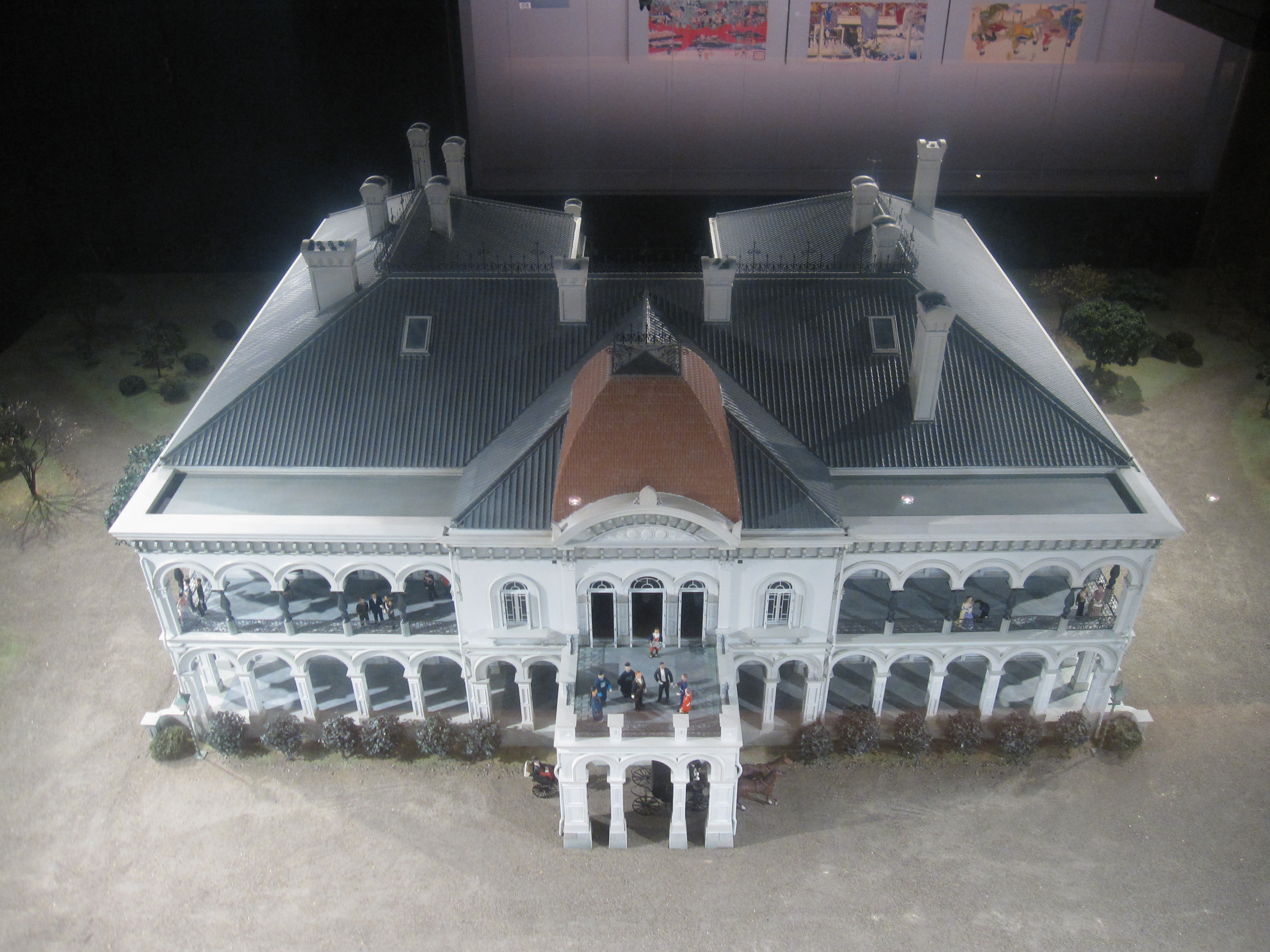
鹿鳴館全容モデル。（江戸東京博物館）

外務卿（内閣制度以降は外務大臣）・井上馨によって、建設計画が推進された。当時の日本外交の課題は不平等条約改正交渉、特に外国人に対する治外法権の撤廃であったが、日本に住む外国人の多くは数年前まで行われていた磔刑や打ち首を実際に目撃しており、外国政府は自国民が前近代的で残酷な刑罰に処せられることを危惧して治外法権撤廃に強硬に反対していた。そのため井上は欧化政策を推進し、欧米風の社交施設を建設して外国使節を接待し、日本が文明国であることをひろく諸外国に示す必要があると考えた。
それまでは国賓の迎賓館として準備された建物はなく、1870年（明治3年）、急遽改修した浜離宮の延遼館か、あるいは港区三田の蜂須賀侯爵邸などを借用していた。鹿鳴館の建設地は内山下町の旧薩摩藩装束屋敷跡（現在の千代田区内幸町、帝国ホテル隣のNBF日比谷ビル（旧大和生命ビル））に決まり、1880年（明治13年）に着手。途中、規模拡大があり、3年がかりで1883年（明治16年）7月に落成。設計はお雇い外国人のジョサイア・コンドルで、施工は土木用達組が担当した（大倉喜八郎と堀川利尚との共同出資で設立した組織。大倉喜八郎が創立した大倉組商会の建設部門は大成建設株式会社の源流である）。
煉瓦造2階建てで1階に大食堂、談話室、書籍室など、2階が舞踏室で3室を開放すると、100坪ほどの広間になったほかバーやビリヤードも設置されていた。ホテルとしての機能も持ち、1階と2階に20室ほどの客室を備えていた。井上馨がお雇い外国人として招聘したドイツの建築家ヘルマン・エンデとヴィルヘルム・ベックマンが1887年（明治20年）に宿泊した記録が残っている。

## 鹿鳴館時代

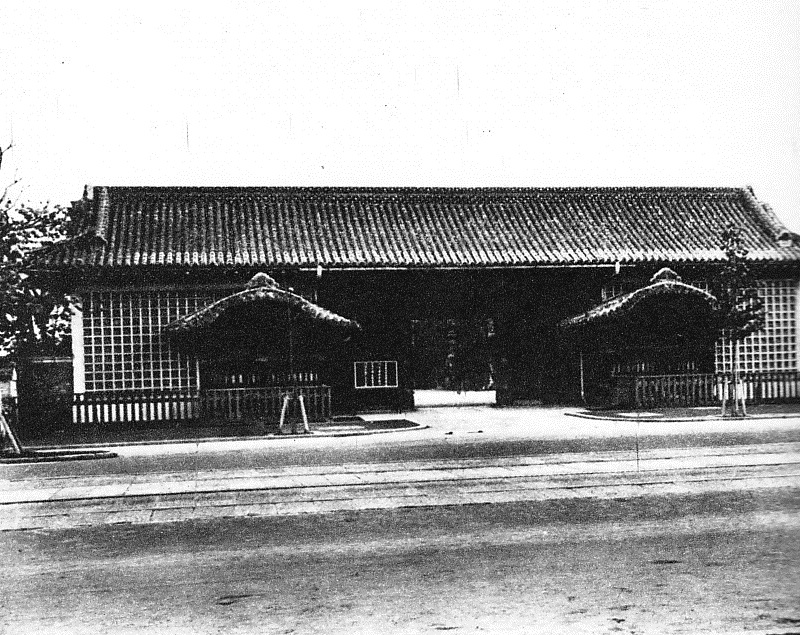
鹿鳴館黒門（1940年頃）

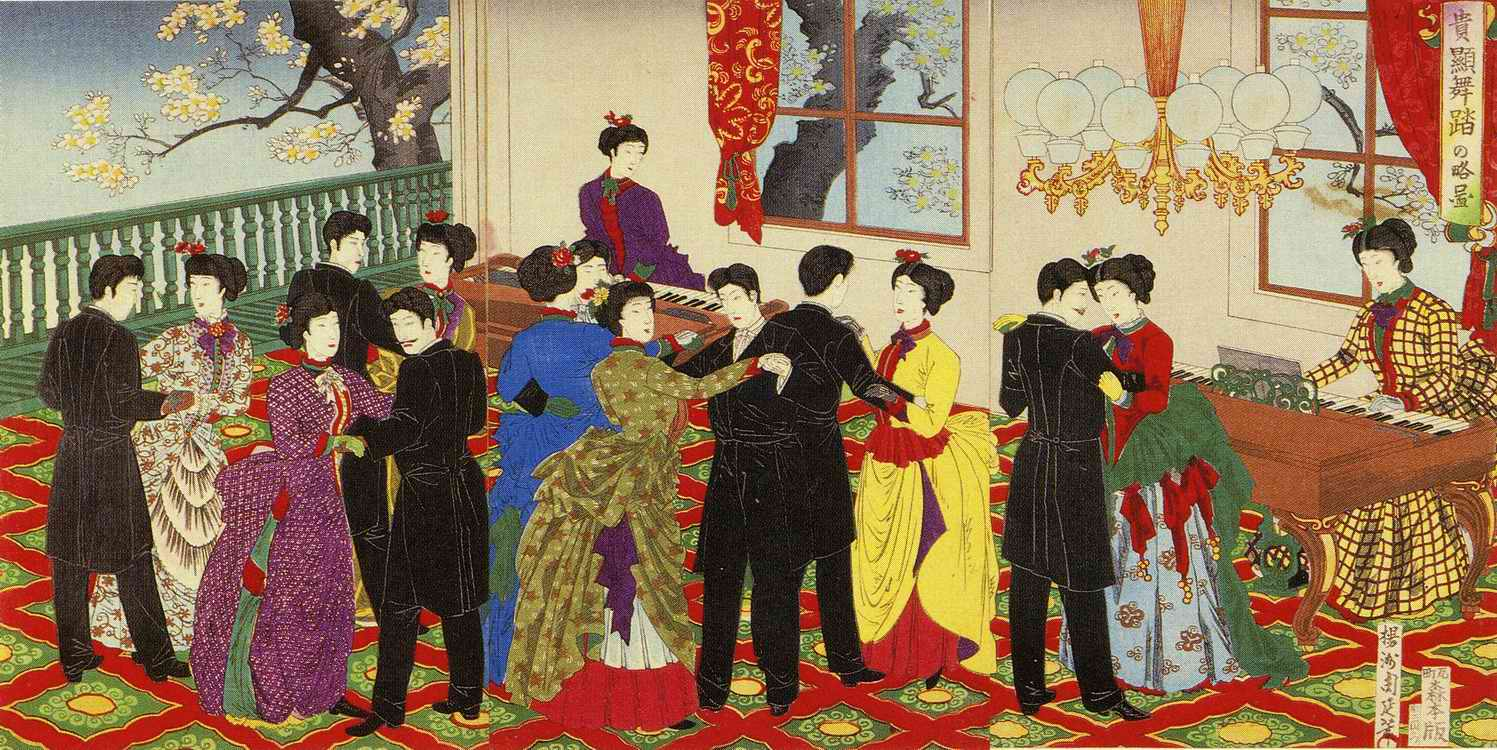
鹿鳴館における舞踏会を描いた浮世絵

同館落成の1883年（明治16年）より1887年（明治20年）までの時期がいわゆる鹿鳴館時代である。1883年11月28日、1200名を招待して落成の祝宴が行われた。「鹿鳴」は『詩経』小雅にある「鹿鳴の詩」に由来し、来客をもてなすことを表す語で、中井櫻洲が名付けた。祝宴当日は井上馨の誕生日だった。以後鹿鳴館では国賓の接待や舞踏会ばかりでなく、天長節などの祝賀会行事をはじめ、数々の国内行事も行われるようになり、皇族や上流婦人の慈善バザーも重要な催しであった。
しかし、当時にあっては、日本の政府高官やその夫人でも、その大部分は西欧式舞踏会におけるマナーやエチケットなどを知るすべもなく、食べ方、服の着方、舞踏の仕方などは、西欧人の目からは様にならないものだった。西欧諸国の外交官もうわべでは連夜の舞踏会を楽しみながら、その書面や日記などにはこうした日本人を「滑稽」などと記して嘲笑していた。また、ダンスを踊れる日本人女性が少なかったため、ダンスの訓練を受けた芸妓が舞踏会の「員数」として動員されていたことがジョルジュ・ビゴーの風刺画に描かれ、さらに高等女学校の生徒も動員されていたという。
一方、欧化政策を批判する国粋主義者は鹿鳴館での行事を「嬌奢を競い淫逸にいたる退廃的行事」などとして非難の声を挙げるようになっていた。井上の鹿鳴館外交への風当たりは次第に厳しいものとなり、さらに、条約改正案の内容（外国人判事の任用など）が世間に知られると、大反対が起こった。面目を失した井上は1887年9月に外務大臣を辞任し、井上の辞任とともに鹿鳴館時代は幕を下ろすことになった（ただし、鹿鳴館ではその後も数年間にわたって、天長節夜会が開催された）。

### 首相官邸の仮装舞踏会
「鹿鳴館時代」の最も華麗な舞踏会のひとつとして知られるのは、1887年4月20日の仮装舞踏会「ファンシー・ボール」である。この舞踏会は、鹿鳴館ではなく首相官邸で行われたもので、さらに外交とは直接関係のない催しだった。
伊藤博文首相・梅子夫人主催で開かれたこの舞踏会は、実際には時のイギリス公使夫妻が主催したもので、伊藤は好意で官邸を会場に貸し出したにすぎなかった。しかし当時の国粋主義者たちは、このことを知るや「亡国の兆し」と口を極めて罵った。アメリカへの渡航歴があり、外務大丞を務めたこともある勝海舟でさえ、これを契機に憂国の感を深め、これを21か条の時弊を挙げた建白書にしたためて政府に意見した。

## その後

### 払い下げ
1890年（明治23年）、宮内省に払い下げられ、華族の親睦団体である華族会館が一部を使用。1894年（明治27年）6月20日の明治東京地震で被災した後、土地・建物が華族会館に払い下げられた。その後、1898年にコンドルが改修工事を行い、外観が変更された。
1927年（昭和2年）、華族会館の敷地が日本徴兵保険 に売却された。敷地に1930年に日本徴兵のビル（3階建）が新築されたが、旧鹿鳴館の建物は残されていた。その後使用者は内国貯金銀行、日本不動産と移り、最後は浜松銀行東京支店となっていた（日本徴兵保険含めいずれも前山久吉経営の会社である）。

### 取り壊し
1940年（昭和15年）に、取り壊し計画の話が広まった時、これを惜しんだ早大教授で商工省参与官の喜多壮一郎が、幣原喜重郎商相に保存を提議し、9日に院内大臣室で岸信介次官、山本会計局長と協議。結局、取り壊し計画を止めることができなかったため、跡地に幣原が自腹で「史蹟鹿鳴館跡」の記念碑を建てることを約束させたという。しかし、この約束も守られることはなかった。
1940年3月9日の東京日日新聞は以下のように報じた。「日本徴兵保険会社では最近のビル飢饉時代に建物に比較して広大な敷地を遊ばしておくのは土一升、金一升の場所から惜しいところでもあり、不経済であるとの理由で建物の取毀しを決定したともいはれ、取毀した敷地後にはバラツク仮建築を建築して商工省分室として貸室することに内定、数日前から工事に着手した」。
取り壊しの際に取外された階段と壁紙は、東京大学工学部建築学科に保存されている。また取り壊し時に売却されたシャンデリアは江戸川区の燈明寺（平井聖天）に残っている。
建築家谷口吉郎は、鹿鳴館の滅失について、11月8日の東京日日新聞に「明治の哀惜」というタイトルで記事を寄せた。「明治に生れた人達が、自分の所持品を持ちよつて、それを小博物館にすることは出来なかつたらうか。それこそいい明治の記念物となったらうに。明治時代の人から、次の時代に贈るほんとにいい贈物になつたことと思ふ」「新体制が活発な革新意識に燃えるものであるなら、それと反対に古い文化財に対しては極度に保守的であつて欲しいと思ふ」。谷口は後に博物館明治村の開設に尽力し、初代館長となった。

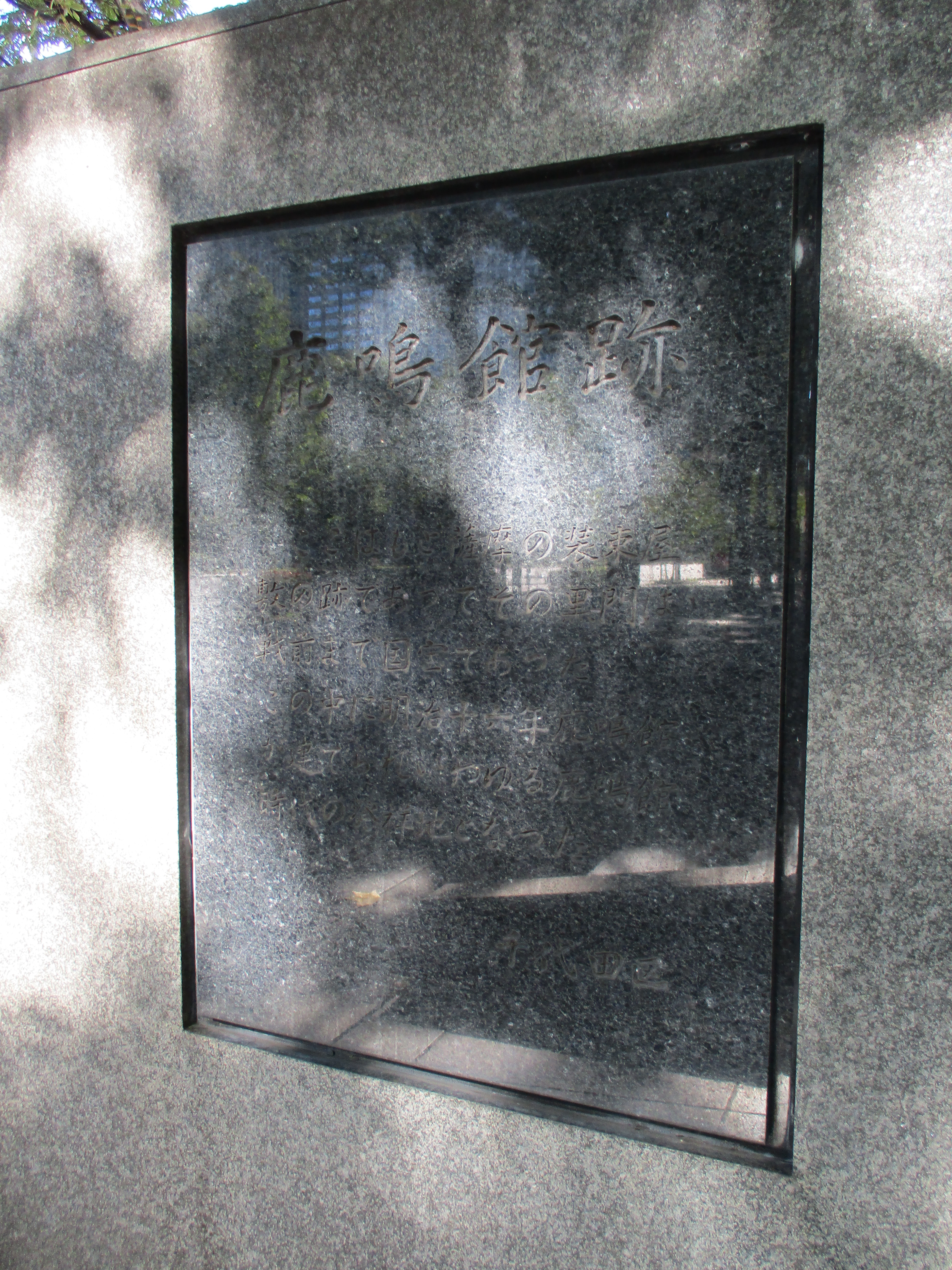
千代田区が設置した鹿鳴館跡碑（2020年10月）

鹿鳴館の正門として使用された旧薩摩藩装束屋敷跡の通称「黒門」は旧国宝に指定されていたが、1945年（昭和20年）の東京大空襲で焼失した。
千代田区内幸町の跡地には「鹿鳴館跡」のプレートが設置されている。
跡地には日比谷U-1ビル（旧大和生命ビル／NBF日比谷ビル）が2022年9月まで存在していたが、現在は更地になっている。

## 東京倶楽部
1884年（明治17年）、鹿鳴館に外国人との融和交際の為に会員制の「東京倶楽部」が設けられた。そこでは英語の使用に限られ、日本語は勿論、他の外国語の使用は禁止された。
鹿鳴館の廃止により（鹿鳴館と同じ）、コンドル設計の建物が建てられ、移転した。現在は霞が関ビル隣に東京倶楽部ビルに加え、六本木一丁目に会員向けの専属クラブハウスをもつ。

## ダンスの日
日本ボールルームダンス連盟により、鹿鳴館の開館日にあたる11月29日はダンスの日に制定されている。

## 鹿鳴館を題材とした作品
小説
- ピエール・ロティ「江戸の舞踏会」（短編集『秋の日本』に収録）
- 芥川龍之介「舞踏会」
- 山田風太郎『エドの舞踏会』 - 舞台化・ラジオドラマ化されている。
- 北森鴻「暁英 贋説・鹿鳴館」

戯曲
- 三島由紀夫「鹿鳴館」 - 映画・テレビドラマとしても複数回制作されている。

テレビドラマ
- 妻たちの鹿鳴館 - 「エドの舞踏会」のドラマ化作品。舞台化もされている。
- 夜会の果て